# Allesjælesdag (film)
Allesjælesdag er en spillefilm fra 1996 instrueret af Niels Willum Andreasen.

## Handling
De danmarkshistoriske fakta om Niels Ebbesen og mordet på den holstenske grev Gerhardt (Den Kullede Greve) koblet sammen med de kvaler mange danske modstandsfolk har måttet døje med pga. de mord, de begik under den tyske besættelse af Danmark fra 1940.